# Bundesliga
Bundesliga (nemško Fußball-Bundesliga) je nemško profesionalno državno prvenstvo v nogometu. V ligi nastopa 18 klubov, kjer vsako sezono prvouvrščeni postane prvak, zadnjeuvrščeni ekipi pa izpadeta v nemško drugo ligo (ekipa, ki konča na 16. mestu, igra dodatne kvalifikacije za obstanek).  Sezona poteka od avgusta do maja, v 34 krogih, skupaj 306 tekem v sezoni. Večina tekem se igra v popoldanskem času ob sobotah in nedeljah, ostale tekme med tednom zvečer.
Aktualni prvak je Bayern München.

## Seznam prvakov
Zmagovalci finala nemškega prvenstva (do 1963) in zmagovalci DDR-Oberlige niso vključeni v spodnjo tabelo saj ne saj se budnesliga šteje posebaj.
Klubi, označeni s krepko pisavo, trenutno igrajo v najvišji ligi.
| Klub                     | Prvak | Podprvak | zmagovalna sezona | Drugouvrščeni                                                                            |
| ------------------------ | ----- | -------- | --- | ---------------------------------------------------------------------------------------- |
| Bayern Munich            | 33    | 10       | 1968–69, 1971–72, 1972–73, 1972–73, 1973–74, 1979–80, 1980–81, 1984–85, 1985–86, 1986–87, 1988–89, 1989–90, 1993–94, 1996–97, 1998–99, 1999–2000, 2000–01, 2002–03, 2004–05, 2005–06, 2007–08, 2009–10, 2012–13, 2013–14, 2014–15, 2015–16, 2016–17, 2017–18, 2018–19, 2019–20, 2020–21, 2021–22, 2022–23, 2024–25 | 1969–70, 1970–71, 1987–88, 1990–91, 1992–93, 1995–96, 1997–98, 2003–04, 2008–09, 2011–12 |
| Borussia Dortmund        | 5     | 9        | 1994–95, 1995–96, 2001–02 , 2010–11, 2011–12 | 1965–66, 1991–92, 2012–13, 2013–14, 2015–16, 2018–19, 2019–20, 2021–22, 2022–23          |
| Borussia Mönchengladbach | 5     | 2        | 1969–70, 1970–71, 1974–75, 1975–76 , 1976–77 | 1973–74, 1977–78                                                                         |
| Werder Bremen            | 4     | 7        | 1964–65, 1987–88 , 1992–93 , 2003–04 | 1967–68, 1982–83, 1984–85, 1985–86, 1994–95, 2005–06, 2007–08                            |
| Hamburger SV             | 3     | 5        | 1978–79, 1981–82 , 1982–83 | 1975–76, 1979–80, 1980–81, 1983–84, 1986–87                                              |
| VfB Stuttgart            | 3     | 3        | 1983–84, 1991–92, 2006–07 | 1978–79, 2002–03, 2023–24                                                                |
| 1. FC Köln               | 2     | 5        | 1963–64, 1977–78 | 1964–65, 1972–73, 1981–82, 1988–89, 1989–90                                              |
| 1. FC Kaiserslautern     | 2     | 1        | 1990–91, 1997–98 | 1993–94                                                                                  |
| Bayer Leverkusen         | 1     | 6        | 2023–24 | 1996–97, 1998–99, 1999–2000, 2001–02, 2010–11, 2024–25                                   |
| 1860 Munich              | 1     | 1        | 1965–66 | 1966–67                                                                                  |
| VfL Wolfsburg            | 1     | 1        | 2008–09 | 2014–15                                                                                  |
| Eintracht Braunschweig   | 1     | —        | 1966–67 |                                                                                          |
| 1. FC Nürnberg           | 1     | —        | 1967–68 |                                                                                          |
| Schalke 04               | —     | 7        | | 1971–72, 1976–77, 2000–01, 2004–05, 2006–07, 2009–10, 2017–18                            |
| RB Leipzig               | —     | 2        | | 2016–17, 2020–21                                                                         |
| MSV Duisburg             | —     | 1        | | 1963–64                                                                                  |
| Alemannia Aachen         | —     | 1        | | 1968–69                                                                                  |
| Hertha BSC               | —     | 1        | | 1974–75                                                                                  |

## Ekipe v trenutni sezoni 2025/2026
| Ekipa                    | Kraj/Lokacija        | Stadion                        | Kapaciteta |
| ------------------------ | -------------------- | ------------------------------ | ---------- |
| FC Augsburg              | Augsburg             | WWK Arena                      | 30,660     |
| Union Berlin             | Berlin               | Stadion An der Alten Försterei | 22,012     |
| Werder Bremen            | Bremen               | Weserstadion                   | 42,100     |
| Borussia Dortmund        | Dortmund             | Signal Iduna Park              | 81,365     |
| Eintracht Frankfurt      | Frankfurt            | Deutsche Bank Park             | 58,000     |
| SC Freiburg              | Freiburg im Breisgau | Europa-Park Stadion            | 34,700     |
| Hamburger SV             | Hamburg              | Volksparkstadion               | 57,000     |
| 1. FC Heidenheim         | Heidenheim           | Voith-Arena                    | 15,000     |
| TSG Hoffenheim           | Sinsheim             | PreZero Arena                  | 30,150     |
| 1. FC Köln               | Cologne              | RheinEnergieStadion            | 49,698     |
| RB Leipzig               | Leipzig              | Red Bull Arena                 | 47,800     |
| Bayer Leverkusen         | Leverkusen           | BayArena                       | 30,210     |
| Mainz 05                 | Mainz                | Mewa Arena                     | 33,305     |
| Borussia Mönchengladbach | Mönchengladbach      | Borussia-Park                  | 54,042     |
| Bayern Munich            | Munich               | Allianz Arena                  | 75,000     |
| FC St. Pauli             | Hamburg              | Millerntor-Stadion             | 29,546     |
| VfB Stuttgart            | Stuttgart            | MHPArena                       | 60,058     |
| VfL Wolfsburg            | Wolfsburg            | Volkswagen Arena               | 28,917     |

Hamburger SV in 1. FC Köln sta se v Bundesligo vrnila po sedmih oziroma enoletni odsotnosti. Nadomestila sta Holstein Kiel in VfL Bochum , ki sta v prvi ligi preživela eno oziroma štiri leta.
| Napredovali iz 2. Bundeslige | Izpadli iz Bundeslige    |
| ---------------------------- | ------------------------ |
| 1. FC Köln Hamburger SV      | Holstein Kiel VfL Bochum |